# Bayard (Nebraska)
Pour les articles homonymes, voir Bayard.
Bayard est une ville américaine située dans le Comté de Morrill, au Nebraska. Selon le recensement de 2010, sa population est de 1 209 habitants.